# Aérodrome de Camopi
L'aérodrome de Camopi (code OACI : SOOC) dessert la commune de Camopi, située en Guyane.

## Situation
| \| 50 km1:7 108 000 \| Cayenne Saül Saint-Laurent · du-Maroni Saint-Georges · de-l'Oyapock Maripasoula Grand-Santi Régina Camopi Saint-Élie Ouanary |
| 50 km1:7 108 000 |

## Compagnies et destinations
| Compagnies | Destinations      |
| ---------- | ----------------- |
| Air Guyane | Cayenne-F. Éboué, |